# Myrmarachne jugularis
Myrmarachne jugularis este o specie de păianjeni din genul Myrmarachne, familia Salticidae. A fost descrisă pentru prima dată de Simon, 1900. Conform Catalogue of Life specia Myrmarachne jugularis nu are subspecii cunoscute.